# 미카와정 (이시카와현)
미카와정(美川町)은 이시카와현 이시카와군에 속했던 정이다. 데도리강 하구에 있었다. 2000년 국세조사에 있어서의 가나자와시로의 통근율은 20.8%였다.
2005년 2월 1일에 노노이치정을 제외한 이시카와군을 구성하는 정촌 및 인접한 맛토시와 합병하여 하쿠산시가 되었다.

## 역사
무로마치 시대부터 혼요시 미나토라고도 불리며 미쓰 나나토 중 하나. 에도 시대 기타마에후네의 기항지로서 붐볐던 이시카와 군 혼요시 정과 노미 군 미나토 촌이 1869년에 합병해 쌍방의 군명에서 한 자씩 따서 미카와 정이 되었다. 덧붙여 1871년에 미카와 정(구·혼요시 정)과 미나토 촌으로 다시 분리했다.
- 1889년 4월 1일 - 정촌제 시행과 함께 이시카와군 미카와정이 되었다.
- 1954년 11월 1일 - 조야촌, 노미군 미나토촌이 대등 합병되었다.
- 2005년 1월 23일 - 하쿠산시에 합병해 폐정식이 거행되었다.

## 교통

### 철도
- 서일본 여객철도 호쿠리쿠 본선

### 도로
- 호쿠리쿠 자동차도 가나자와니시 나들목
- 국도 8호선